# Alexandr Gonchenkov
Alexandr Anatólievich Gonchenkov –en ruso, Александр Анатольевич Гонченков; en ucraniano, Олександр Анатолійович Гонченков, Olexandr Anatolievixh Honchenkov– (Lvov, 14 de abril de 1970) es un deportista ucraniano que compitió para la URSS en ciclismo en las modalidades de pista y ruta.
Ganó una medalla de oro en el Campeonato Mundial de Ciclismo en Pista de 1990, en la prueba de persecución por equipos. En carretera su mayor éxito es la victoria en una etapa del Giro de Italia 1996.
Participó en los Juegos Olímpicos de Barcelona 1992, ocupando el sexto lugar en la prueba de persecución por equipos.

## Medallero internacional
| Representando a la URSS |                   |                |                             |
| Campeonato Mundial      |                   |                |                             |
| Año                     | Lugar             | Medalla        | Competición                 |
| 1990                    | Maebashi ( Japón) | Medalla de oro | Persecución por equipos (A) |

## Palmarés
1996
- 1 etapa del Tour de Romandía
- 1 etapa del Giro de Italia

1997
- Giro de Emilia
- 1 etapa del Tour del Mediterráneo
- 1 etapa del Giro de Cerdeña
- Gran Premio Ciudad de Camaiore
- 3.º en el Campeonato de Rusia en Ruta

1998
- 1 etapa de los Cuatro Días de Dunkerque

1999
- 1 etapa del Giro del Trentino

## Resultados en Grandes Vueltas
| Carrera         | 1993 | 1994 | 1995 | 1996 | 1997 | 1998 | 1999 | 2000 | 2001 |
| --------------- | ---- | ---- | ---- | ---- | ---- | ---- | ---- | ---- | ---- |
| Giro de Italia  | Ab.  | -    | -    | 30.º | -    | Ab.  | Ab.  | -    | -    |
| Tour de Francia | -    | -    | 96.º | Ab.  | Ab.  | -    | -    | -    | -    |
| Vuelta a España | -    | -    | -    | -    | -    | -    | -    | -    | -    |